# Me Against the World
| 전문가 평가                   | 전문가 평가 |
| 평가 점수                     | 평가 점수   |
| 출처                          | 점수        |
| ----------------------------- | ----------- |
| AllMusic                      | [ 4 ]       |
| Encyclopedia of Popular Music | [ 5 ]       |
| Entertainment Weekly          | B−          |
| The Guardian                  | [ 7 ]       |
| Los Angeles Times             | [ 8 ]       |
| Rolling Stone                 | [ 9 ]       |
| The Rolling Stone Album Guide | [ 10 ]      |
| Select                        | 4/5         |
| The Source                    | 4/5         |
| The Village Voice             | C+          |

《Me Against the World》는 1995년 3월 14일, 인터스코프 레코드와 자이브 레코드가 발매한 미국의 래퍼 투팍의 세 번째 스튜디오 음반이다. 임박한 징역형, 경찰과의 문제, 가난에서 서정적인 영감을 얻은 이 음반은 투팍의 가장 자기성찰적인 음반으로 묘사된다. 투팍에 따르면, 《Me Against the World》는 힙합 관객들에게 그의 예술 형식에 대한 존경을 보여주기 위해 만들어졌다. 작사적으로, 그는 의도적으로 그의 이전 노력보다 더 개인적이고 성찰적인 음반을 만들기 위해 노력했다. 몇몇 음악 평론가들은 이 음반의 음악 제작이 그의 경력에서 그 시점까지 그의 음반 중 최고라고 여겼다. 《Me Against the World》는 랩 그룹 드라마시달과 래퍼 리치 리치의 게스트 참여를 특징으로 한다.
투팍이 수감되어 있는 동안 발매된 《Me Against the World》는 빌보드 200에서 1위로 데뷔하여 4주 연속 1위를 차지했고, 톱 R&B/힙합 음반 차트에도 즉각적으로 영향을 끼쳤다. 〈Dear Mama〉는 1995년 2월에 이 음반의 첫 번째 싱글로 발매되었고 이 음반에서 가장 성공적인 싱글이 될 것이며, 핫 랩 싱글 차트에서 1위를 차지했고 빌보드 핫 100에서 9위를 정점을 찍었다. 투팍이 감옥에 있는 동안, 이 음반은 브루스 스프링스틴의 《Greatest Hits》를 제치고 미국에서 올해의 베스트셀러 음반으로 선정되었다.
《Me Against the World》는 결국 미국 음반 산업 협회로부터 더블 플래티넘 인증을 받았다. 제38회 그래미 어워드에서 이 음반은 최우수 랩 앨범상, 〈Dear Mama〉는 최우수 랩 솔로 퍼포먼스상 후보에 올랐다. 이 음반은 비평가들로부터 호평을 받으며 1990년대 최고의 음반들 중 하나로 꼽혔다. 그것은 많은 비평가들에 의해 역사상 가장 위대한 음반일 뿐만 아니라 가장 위대한 힙합 음반 중 하나로 꼽혀왔다. 2008년, 음악 사업 협회는 로큰롤 명예의 전당과 함께 《Me Against the World》를 역사상 200 음반 목록에 포함시켰다.

## 배경
1994년, 23세의 투팍 샤커는 이미 유명하고 논란이 많은 래퍼였다. 그의 두 번째 음반인 《Strictly 4 My N.I.G.G.A.Z...》는 빌보드 200에서 25위 안에 들었고, 〈I Get Around〉와 〈Keep Ya Head Up〉 두 개의 골드 싱글을 제공했고, 둘 다 빌보드 핫 100에서 15위 안에 들었다. 하지만 그는 빠른 속도로 폭력사태에 휘말리게 되었다.
1993년 샤커는 영화 《사회에의 위협》을 촬영하던 중 앨런 휴즈 감독을 폭행한 혐의로 15일 징역형을 선고받았고, 경쟁 래퍼에 대한 폭행 미수에 유죄를 서약했으며, 비번 경찰관 2명을 쏜 후 기소가 취하된 것을 목격됐다. 그 해 말, 샤커와 두 명의 동료는 샤커의 호텔 방에서 여성 팬을 집단 강간한 혐의로 기소되었는데, 그는 이 혐의를 강력히 부인했다. 이어진 재판에서 샤커는 강간, 소도미, 총기 등 7가지 중죄에 대해서는 무죄를 선고받았으나 원치 않는 스킨십으로 2건의 성적 학대 혐의로 유죄 판결을 받고 18개월에서 4.5년형을 선고받았다. 배심원들이 평결을 내리기 하루 전인 1994년 11월 30일, 샤커는 뉴욕의 녹음 스튜디오 로비에서 총을 겨누고 강도질을 당했다. 그는 이번 총격 사건이 노토리어스 B.I.G., 안드레 하렐, 숀 콤스와 같은 동해안 동료들과 협력자들에 의해 계획되었다고 믿고 있다.
샤커에 따르면, 《Me Against the World》는 힙합 관객들에게 그의 예술 형식에 대한 존경을 보여주는 것을 목표로 했다. 샤커는 의도적으로 《Me Against the World》의 가사를 이전보다 더 개인적이고 성찰적으로 만들었다. 이것은 샤커의 성숙함의 증가 그리고 아마도 그의 어려운 과거와 화해하려는 노력 덕분이었다.

## 발매
《Me Against the World》는 미국 빌보드 200에서 첫 주에 210,500장이 팔리며 1위로 데뷔했다. 그 음반은 4주 연속 1위를 차지했다. 이 음반은 또한 미국 톱 R&B/힙합 음반 차트에서 1위로 데뷔했고, 따라서 투팍은 R&B와 팝 차트 모두에서 첫 번째 1위를 차지했다. 샤커가 감옥에 있는 동안, 이 음반은 브루스 스프링스틴의 《Greatest Hits》를 제치고 미국에서 가장 많이 팔린 음반으로 선정되었으며, 이는 그가 자랑스러워했던 업적이다. 샤커는 수감 중 1위 음반을 낸 최초의 아티스트가 되었다. 1995년 12월 6일, 이 음반은 미국에서 2백만 장 이상의 판매고를 올리며 더블 플래티넘 인증을 받았다. 2011년 9월 현재, 이 음반은 미국에서 3,524,567장이 팔렸다.
투팍 샤커는 매년 열리는 코첼라 페스티벌 (2012년 4월 15일)에 실제로 출연하여 그 다음 주에 1,000장이 팔렸다(전주 대비 53% 증가).

## 곡 목록
| #            | 제목                                            | 작사·작곡 | 프로듀서                                     | 재생 시간 |
| ------------ | ----------------------------------------------- | --- | -------------------------------------------- | --------- |
| 1.           | 〈Intro〉                                       | Tupac Shakur | Tony Pizarro Jill Rose                       | 1:40      |
| 2.           | 〈If I Die 2Nite〉                              | Shakur Betty Wright Willie Clarke Norman Durham Osten Harvey, Jr.                                                        | Easy Mo Bee                                  | 4:02      |
| 3.           | 〈Me Against the World〉 (featuring Dramacydal) | Shakur Minnie Riperton Richard Rudolph Leon Ware Burt Bacharach Hal David                                                | Soulshock and Karlin                         | 4:41      |
| 4.           | 〈So Many Tears〉                               | Shakur Gregory Jacobs Randy Walker Eric Baker Stevie Wonder                                                              | D-Flizno Production Squad                    | 3:59      |
| 5.           | 〈Temptations〉                                 | Shakur Roger Troutman Larry Troutman Shirley Murdock Reggie Noble George Clinton Garry Shider David Spradley Harvey, Jr. | Easy Mo Bee                                  | 5:01      |
| 6.           | 〈Young Niggaz〉                                | Shakur Nathan Leftenat Charles Singleton Tomi Jenkins Larry Blackmon Moe Z. Le-Morrious Tyler                            | Moe Z.M.D. Le-morrious "Funky Drummer" Tyler | 4:53      |
| 7.           | 〈Heavy in the Game〉 (featuring Richie Rich)   | Shakur Mike Mosley Sam Bostic                                                                                            | Mike Mosley Sam Bostic                       | 4:24      |
| 8.           | 〈Lord Knows〉                                  | Shakur | Brian G Moe Z.M.D. Tony Pizarro              | 4:32      |
| 9.           | 〈Dear Mama〉                                   | Shakur Joe Sample Tony Pizarro                                                                                           | Tony Pizarro DF Master Tee & Moses           | 4:40      |
| 10.          | 〈It Ain't Easy〉                               | Shakur Pizarro | Tony Pizarro                                 | 4:54      |
| 11.          | 〈Can U Get Away〉                              | Shakur Mosley Frankie Beverly                                                                                            | Mike Mosley                                  | 5:46      |
| 12.          | 〈Old School〉                                  | Shakur John Buchanan Donald Tilery                                                                                       | Soulshock Jay-B Ezi Cut                      | 4:41      |
| 13.          | 〈Fuck the World〉                              | Shakur Jacobs | Shock G                                      | 4:14      |
| 14.          | 〈Death Around the Corner〉                     | Shakur Johnny "J" | Johnny "J"                                   | 4:07      |
| 15.          | 〈Outlaw〉 (featuring Dramacydal)               | Shakur Moe Z. | Moe Z.M.D.                                   | 4:33      |
| 총 재생 시간 | 총 재생 시간                                    | 총 재생 시간 | 총 재생 시간                                 | 66:07     |

## 인증
| 국가                       | 인증        | 판매량/출하량 |
| -------------------------- | ----------- | ------------- |
| 영국 (BPI)                 | 골드        | 100,000^      |
| 미국 (RIAA)                | 2× 플래티넘 | 3,524,567     |
| ^출하량을 기반으로 한 인증 |             |               |